# ジペプチジルペプチダーゼ
ジペプチジルペプチダーゼ（Dipeptidyl peptidase）は、EC 3.4.14 に属する酵素群である。
下記のものが該当する。
- カテプシンC（英語版）、ジペプチジルペプチダーゼ-1[1]
- ジペプチジルペプチダーゼ-2（英語版）
- ジペプチジルペプチダーゼ-3（英語版）
- ジペプチジルペプチダーゼ-4
- ジペプチジルペプチダーゼ-6（英語版）
- ジペプチジルペプチダーゼ-7（英語版）
- ジペプチジルペプチダーゼ-8（英語版）
- ジペプチジルペプチダーゼ-9（英語版）
- ジペプチジルペプチダーゼ-10（英語版）